# Tiger Road
Tiger Road (noto in Giappone come Tora-he no Michi) è un videogioco di tipo hack 'n slash a scorrimento orizzontale (a tratti anche verticale) sviluppato e pubblicato nel 1987 dalla Capcom; in Occidente venne pubblicato dalla Romstar. Il gioco è presente anche per PlayStation 2 e per Xbox con la raccolta Capcom Classics Collection, Volume 2.
Pubblicato due anni dopo il "capolavoro" Ghosts 'n Goblins, Tiger Road, la cui vicenda è collocata nel medioevo cinese, venne considerato un gioco all'avanguardia per l'ottima grafica, i fluidi sprite, l'accattivante giocabilità e una varietà di fondali e nemici mai vista prima, dove ogni livello è suddiviso in numerosi piccoli scenari tutti differenti tra di loro. 
Lo stesso anno la Capcom fece uscire anche Black Tiger,  un altro hack 'n slash, che però a differenza di Tiger Road presenta un'ambientazione fantasy europea.

## Trama
Nella Cina feudale il malvagio Ryu Ken Oh è il responsabile di costanti raid da parte del suo esercito contro gli abitanti dei villaggi: in particolare egli fa rapire i bambini per poi formarli come soldati.
Il rapimento di un numero considerevole di bambini presso il tempio di Oh Rin scatena l'ira di Lee Wong, un monaco guerriero, che dopo essersi armato di scure a doppio taglio si incammina sulla strada che porta al castello Ryu Ga Doh, strada che passa per quattro insediamenti controllati da Ryu Ken Oh.

## Modalità di gioco
Il gameplay, come da genere, è molto simile a quello di Ghosts 'n Goblins con la differenza che le armi utilizzate dal protagonista non sono da lancio fatta eccezione per il bastone spara-tigri. Si guida il monaco con il joystick che permette anche di accovacciarsi (direzione in giù). Con il primo tasto si utilizza l'arma, mentre con il secondo si salta; premendo il tasto del salto più a lungo si effettua un salto molto grande, utile per raggiungere le piattaforme soprastanti.
Il giocatore ha a disposizione tre vite, e per ognuna di esse ha una barra di energia che cala con i colpi inferti dai nemici; lungo il percorso è possibile raccogliere power-up che possono ridare energia, uccidere tutti i nemici nello schermo, bloccare temporaneamente i nemici, aumentare la gittata dell'arma a disposizione, dare punti o anche cambiare arma al giocatore. Si possono trovare tre armi differenti lungo il percorso: la scure a doppio taglio (arma di partenza), la lancia e il mazzafrusto. Una quarta arma, il bastone spara-tigri, può essere ottenuta solo dopo che verranno superate almeno due prove speciali; tra un livello e l'altro infatti è prevista una prova ascetica che, se conclusa con successo, dona un bonus al giocatore.
Il gioco è suddiviso in cinque livelli, ognuno dei quali è formato da molteplici piccoli scenari (nell'ultimo livello ve ne sono tre soltanto), per lo più stanze di edifici, che differiscono tra di loro per i nemici presenti e l'ambientazione. Ogni livello presenta un boss di metà livello ed uno di fine livello, dei quali si può vedere anche l'energia. 
In alcuni scenari, tra cui i due col boss Kukai, il monaco fluttua sospeso a mezz'aria con un mantello magico.
Alcuni nemici comuni sono indistruttibili: nel primo livello, le statue col tridente; nel secondo livello, i due teschi, le statue con i blocchi acuminati e quelle che sputano fiamme; nel terzo, i serpenti giganti. Nei primi quattro livelli bisogna inoltre evitare vari tipi di ostacoli e trappole. Il protagonista perde una vita se rimane senza energia vitale, o anche se esaurisce il tempo previsto per i vari scenari: in quelli privi di boss il suo obiettivo consiste unicamente nel cercare l'uscita, senza dover per forza eliminare tutti i nemici comuni. L'eroe inoltre va incontro a morte istantanea se precipita in fossati, buche e burroni, o ancora se finisce in qualche trappola. Se si perde una vita si riprende dallo scenario dove si è morti; se ciò avviene nello scenario con un boss, si tornerà a quello precedente (tranne nell'ultimo livello).
La versione occidentale differisce da quella asiatica per il fatto che sono stati tolti gli effetti sonori delle voci. Inoltre nella versione occidentale è possibile all'inizio scegliere da che livello partire tra i primi quattro a disposizione; se il giocatore inizia dal quarto livello non potrà dunque ottenere il bastone spara-tigri.

## Livelli
- Livello 1: uscito dal monastero, il protagonista fa il suo ingresso nel primo dei castelli controllati dagli scagnozzi di Ryuken. Il boss di metà livello è un uomo robusto dai tratti animaleschi chiuso in una cella; si serve delle pareti per arrampicarsi ed attaccare in slancio. Il boss di fine livello è Fudo, gigantesco militare in armatura - chiaramente ispirato all'omonimo personaggio di Ken il Guerriero - che fa della forza fisica la sua arma migliore; tra i suoi attacchi c'è un volo ad angelo che toglie l'intera energia al giocatore.
- Livello 2: il livello è ambientato in un castello ricco di elementi esoterici, legati alla stregoneria. Il boss di metà livello è una statua con quattro braccia e una testa a due volti, molto simile a quelle della dea Kālī: oltre a essere munita di lance ed altre armi, avanza lentamente verso il monaco e viene supportata da un'altra statua, immobile ma indistruttibile, che si limita a soffiare fuoco dalla bocca (una statua identica a questa si trova nella stanza precedente: su di esse vi è raffigurato un demone).  Il boss di fine livello è Kukai, uno stregone zombie che regge un bastone ed un teschio e vola a mezz'aria con un movimento rotatorio; è un nemico abbastanza prevedibile ma se si va in collisione contro di esso si perde l'intera vita.
- Livello 3: il livello è ambientato in buona parte tra boschi e montagne. Il boss di metà livello è un guerriero abile nelle arti marziali caratterizzato dall'avere una zampa di un grosso carnivoro come protesi (può ricordare in questo l'antagonista Mr. Han del film I 3 dell'Operazione Drago), la testa ricoperta di vistosi aculei, e l'ausilio di un'aquila che attacca il giocatore per poi tornare ad appollaiarsi sulla spalla del padrone. Da ultimo si entra nella tana del boss di fine livello, Goku (nemico ispirato all'omonimo personaggio dell'anime The Monkey), un nano mascherato armato con una sciabola e vari pugnali da lancio: dotato di grande agilità, sfrutta benissimo le piattaforme a disposizione.
- Livello 4: il livello è come i primi due ambientato in un palazzo. La particolarità di questo edificio è la presenza di più percorsi per raggiungere il boss di fine livello, ma anche di uscite false che potrebbero riportare il giocatore all'ingresso del palazzo o in stanze già visitate. Il boss di metà livello è un grasso individuo rasato, che attacca con sfere di metallo esplosive. Il boss di fine livello è una coppia di gemelli baffuti, i Broth, ciascuno armato con due spade. Tra le tante stanze del palazzo ce ne sono un paio nelle quali si trovano i redivivi Kukai e Goku: entrambe fanno parte dei percorsi meno agevoli tra quelli che permettono di raggiungere il nascondiglio dei Broth; l'ingresso nella stanza di Goku è peraltro decisamente sconsigliabile in quanto il suo pavimento è comunicante con una voragine in fondo alla quale vi sono pericoli di morte, salvo all'estrema sinistra (dove si trova una porta, al di là della quale v'è una stanza già percorsa); in pratica il giocatore dovrà cercare di sconfiggere Goku restando sempre sulle piattaforme sospese, senza dunque atterrare sul pavimento-trappola (una volta eliminato il boss, si aprirà un'altra porta, quella più in alto a sinistra, che conduce a una nuova stanza). Ci sono poi due stanze segrete, di fatto due depositi d'oro, contenenti anche svariati bonus: per accedervi è necessario colpire determinati bersagli in quelle immediatamente attigue (le sfere delle statue dei dragoni raffigurati nella stanza con gli uomini-palla, e una delle lanterne nella stanza con le armature). Le camere del tesoro sono entrambe tra le tappe del percorso più agevole per raggiungere la stanza dei Broth.
- Prove speciali: ad ogni completamento di uno dei primi quattro livelli si presenterà un maestro che imporrà all'eroe di superare una prova ascetica affinché questi possa sviluppare potenziamenti. La prima prova consiste nel superare indenni una serie di cascate, evitando i tronchi d'albero trascinati dai flutti: un ulteriore pericolo è costituito dall'instabilità delle piattaforme, che cedono dopo qualche secondo. Al superamento della prova il maestro aumenterà l'energia vitale dell'eroe, segnata con quadrati verdi. Come seconda prova bisognerà affrontare in una stanza 50 uomini armati che arriveranno da due ingressi posti l'uno di fronte all'altro. Una volta superata la prova si avrà in premio il bastone spara-tigri; essa sarà efficace solo quando l'energia è al di sopra dei quadrati azzurri, altrimenti l'eroe riprenderà l'arma che aveva in precedenza. Nella terza prova bisogna scalare una torre saltando sopra varie piattaforme, senza farsi colpire dalle lance e dalle pietre che verranno scagliate dalle finestre. Come bonus sarà dato un ulteriore potenziamento che permetterà all'eroe di uccidere con un solo colpo la maggior parte dei nemici comuni e di togliere maggior energia ai boss di metà e fine livello. L'ultima prova consiste nel colpire nel minor tempo possibile un'enorme candela accesa, in modo tale che essa si spenga. In questo caso il bonus servirà ad aumentare la parte verde dell'energia per poter far durare per maggior tempo l'arma potenziata.
- Livello 5: l'ultimo livello è il castello Ryu Ga Doh di Ryu Ken Oh, subito difeso da due gigantesche guardie, le cui mosse sono le stesse di Fudo.  La sfida finale è proprio contro Ryu Ken Oh, che attacca con calci e con draghi generati dalle maniche della sua veste. Una volta sconfitto quest'ultimo vengono liberati i bambini: nella scena finale Lee Wong ne accompagna alcuni a casa tenendoli per mano.

## Bonus
Oltre ai bonus che si possono ottenere nelle prove speciali, ce ne sono diversi altri che si trovano lungo il percorso nascosti dentro pacchi, statue o anfore, ma possono essere anche rilasciati dai nemici sconfitti.
- Cartiglio con ideogramma: 200 punti (1.000 punti nelle camere del tesoro).
- Statuetta raffigurante un monaco: 500 punti (2.000 punti nelle camere del tesoro).
- POW: aumento della gittata dell'arma.
- Amuleto di metallo: i nemici si bloccheranno per alcuni secondi.
- Pergamena: tutti i nemici comuni presenti nella schermata, a parte quelli indistruttibili e quelli che richiedono più di un colpo per essere uccisi, saranno eliminati.
- Perla: invincibilità momentanea.
- Immagine rimpicciolita di Lee Wong con lancia: piuttosto rara, dà una vita extra.
- Fiaschetta verde o blu (il colore cambia in base alle versioni del gioco): metà energia vitale sarà recuperata.
- Fiaschetta rossa: tutta l'energia vitale sarà recuperata.

C'è anche un malus: una fiaschetta arancione, che toglierà parte dell'energia vitale.

## Colonna sonora
- La Alfa Records il 25 aprile 1988 pubblicò la colonna sonora del gioco, composta da Hero Yoe e Mie Haru, nella compilation Capcom Game Music Vol.3.